# Подгорбунских, Анна Егоровна
Анна Егоровна Подгорбунских(1 февраля 1933, Щучанский район, Уральская область — 14 января 1999, Щучанский район, Курганская область) — доярка совхоза «Каясановский» Щучанского района Курганской области. Герой Социалистического Труда (1971).

## Биография
Анна Егоровна Подгорбунских родилась 1 февраля 1933 года в крестьянской семье в деревне Чесноковка Чесноковского сельсовета Щучанского района Уральской области РСФСР. В то время в состав сельсовета входили деревни Чесноковка 1-я и Чесноковка 2-я. Ныне деревня Чесноковка 1-я входит в Белоярский сельсовет Щучанского района Курганской области, а деревня Чесноковка 2-я упразднена.
Трудовую деятельность начала после Великой Отечественной войны в подсобном хозяйстве «Красная поляна». С 1951 года — доярка совхоза «Каясановский» Щучанского района. В 1968 году вступила в КПСС.
Ежегодно надаивала от каждой фуражной коровы более трёх тысяч килограмм молока, потом её трудовые показатели возросли до четырёх тысяч килограмм молока. Во время 8-й пятилетки надой от каждой коровы вырос на 1853 килограмма молока.
Указом Президиума Верховного Совета СССР от 8 апреля 1971 года за выдающиеся успехи, в выполнении заданий пятилетнего плана, достижение высоких технико-экономических показателей удостоена звания Героя Социалистического Труда с вручением ордена Ленина и золотой медали «Серп и Молот».
Анна Егоровна Подгорбунских скончалась 14 января 1999 года.

## Награды
- Герой Социалистического Труда — указом Президиума Верховного Совета СССР от 8 апреля 1971 года
  - Орден Ленина
  - Медаль «Серп и Молот»
- Юбилейная медаль «За доблестный труд. В ознаменование 100-летия со дня рождения Владимира Ильича Ленина», 1970 год

## Память
За приз её имени соревновались молодые животноводы Щучанского района. 